# Tótok

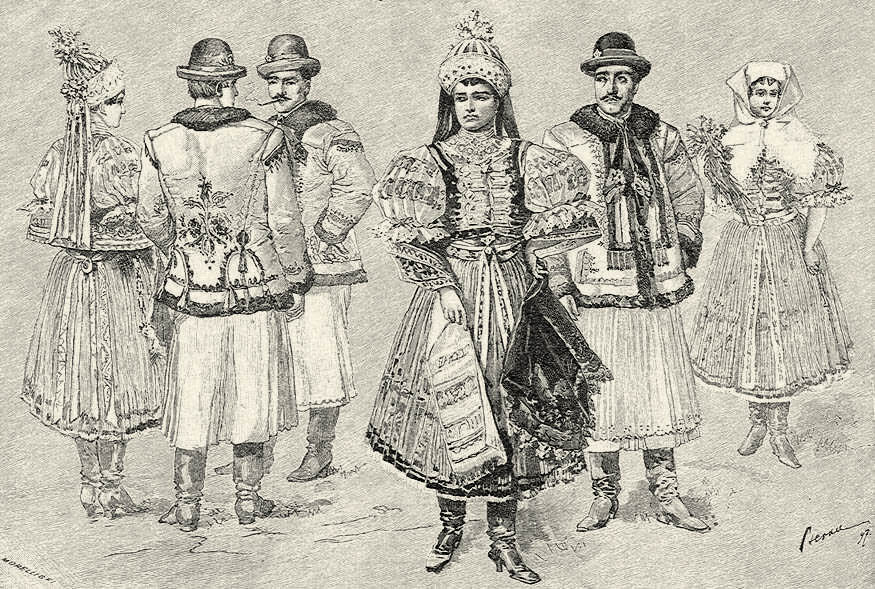
Felvidéki tót viselet a 19. században

A tótok a szlovákok, szlavónok és szlovének korábbi exonímája (azaz külső megnevezése) volt, amivel a magyarok illették őket. Szlavónia régi magyar neve Tótország volt a 19. század végéig. A szó eredeti értelmében az összes Magyarország területén élő nyugati keresztény vallásokat követő szláv nyelvű népek gyűjtőneve volt egészen a 20. század elejéig (a kevés számú történelmi Magyarországon élő cseh és lengyel lakosságot is beleszámítva). A mai Magyarország területén a dunántúli területeken túlnyomó többségben főként katolikus vallású, délszláv nyelveken beszélő tótok éltek, míg a Dunától keletre fekvő területeken szlovák eredetű tótok laktak. Több magyarországi település őrzi a tót nevet. A jelenlegi településnevek között ezek: Tahitótfalu (eredetileg Tahi és Tótfalu külön), Tótkomlós, Tótszentgyörgy, Tótszentmárton, Tótszerdahely, Tótújfalu és Tótvázsony, Rábatótfalu, Lengyeltóti és Káptalantóti. A leggyakoribb magyar családnevek listája harmadik helyén a Tóth vezetéknév szerepel.

## A szó eredete
A szó eredete a gepidák és más germán törzsek thuat törzsnevéből ered, akiknek állama a 4. századtól az 5. századig állt fenn a Kárpát-medencében. Az Avar Kaganátus idején a gepidák beolvadtak az itt lakó szlávok közé. A thuat törzsnév általános germán önmegjelölés, ez szerepel a teutonok nevében, és a mai németek deutsch vagy a hollandok (volt száli frankok)[forrás?] angol dutch nevében is. A tót név ugyanolyan külső név, ahogy mi a teutonokat németnek (néma), a németek a magyarokat Ungaroknak hívják, az onogurok törzsszövetségének neve után.
Karol Anton Medvecký a tót megnevezést török eredetűnek tartotta.

## A szó utóélete
A 20. század elejétől a tót megnevezés a hivatalos iratokban háttérbe szorul, és az addig többféle különböző etnikumot magába foglaló szó a köznyelvben pedig lekorlátozódik a szlovákokra. A csehszlovák állam létrejötte és a Felvidék elvesztése után a területi revízióra törekvő Horthy-rendszer igyekezett felkarolni a szlovák autonómiatörekvéseket is, ezért a tót megnevezés helyett szándékosan használták a szlovák népnevet. Azonban a harmincas–negyvenes években is használatos volt a tót név, például a Szálasi Ferenc politikai terveiben szereplő Tótföld nevében.
A népnyelvben a 20. szazadban sok esetben pejoratív színezetet kapott az addig teljesen semleges szó. Elterjedt megnevezés lehet, ha gúnyosan, megvető szándékkal akarják illetni a szlovákokat. Azonban azokon a helyeken, ahol mind a mai napig nagyobb számban élnek tótok (például Békés vármegye egyes helyein), ott a szó megőrizte eredeti semleges érzelmi színezetét, ezért a mai napig teljesen elfogadott és használt. A magyarországi szlovákok is általában tótnak nevezik magukat, de például a csabai szlovákság tájnyelvét is csabai tótnak szokás nevezni.

## Hasonló történetű népnevek
A tóthoz hasonlóan napjainkra inkább pejoratív felhangúvá vált szó az oláh, amely a vlachok nevéből ered, és ami az újlatin nyelvet beszélő csoportokat jelölte. Ugyanebből ered az olaszok neve is, ami nem vált degradálóvá, mivel a lekicsinylés sohasem a szóban, hanem a rossz szándékban van. A talján az italiano, a ruszki a ruszkij olasz és orosz népek önmegnevezéseiből származtatható pejoratív felhangot kapott magyar népnevek.
A magyarországi Olaszi helynevek egyébként többnyire vallonokat takarnak, ahogy az Oroszi helynevek pedig viking/varég/rusz telepeseket még a honfoglalás idejéből.